# Reina Claudia de Vars
Reina Claudia de Vars sinonimia: Reine Claude de Vars, es una variedad cultivar de ciruelo (Prunus domestica), de las denominadas ciruelas europeas,
una variedad de ciruela variedad muy antigua de "Reine Claude" originaria de Vars-sur-Roseix  (Departamento de Corrèze), en la región de Nouvelle-Aquitaine.
Las frutas tienen un tamaño pequeño, con un color de piel verde con una aureola de amarillo dorado, punteado abundante, poco perceptible, muy menudo, blanquecino con aureola casi imperceptible, y pulpa de color amarillo ámbar, con textura medio firme, carnosa, poco jugosa, y de sabor dulce, muy aromático, refrescante, a la vez dulce y agrio.

## Sinonimia
- "Reine Claude de Vars".[4][5]

## Historia
El área de origen de los ciruelos "Reina Claudia" sería seguramente Siria?, y se obtuvo en Francia tras el descubrimiento de un ciruelo importado de Asia que producía ciruelas de color verde. Este ciruelo fue traído a la corte de Francisco I por el embajador del reino de Francia ante la "Sublime Puerta", en nombre de Solimán el Magnífico.
El nombre de Reina Claudia es en honor de Claudia de Francia (1499–1524), duquesa de Bretaña, futura reina consorte de Francisco I de Francia (1494–1547). En Francia le decían la bonne reine.
'Reina Claudia de Vars' es una variedad francesa antigua, se diferencia poco de la 'Reina Claudia Verde', pero es más productiva y madura antes que ésta. Vars, que se convirtió en "sur-Roseix" en 1919 (Vars-sur-Roseix), tiene una antigua tradición de cultivo de árboles frutales, sobre todo el cultivo de la variedad de reinas- Claudias. La década de 1930 marcó un período de declive, vinculado a la competencia de las ciruelas del sur de Francia. Al final de la guerra de Argelia, los ciruelos de Argelia, plantados masivamente en la ciudad, ayudaron a dar a conocer la ciruela Vars, en Corrèze como en otros lugares.
Pero el verdadero renacimiento de esta ciruela en la región solo data de la década de 1990, cuando unos sesenta productores se agruparon para reorganizar su cultivo y comercialización. Esta ciruela se cosecha manualmente en la primera quincena de julio, alrededor de Vars-sur-Roseix y en la región Uzerchoise, así como en el vecino Périgord.
'Reina Claudia de Vars' está cultivada en diversos bancos de germoplasma de cultivos vivos tales como en National Fruit Collection (Colección Nacional de Fruta) de Reino Unido con el número de accesión: 1966 - 010 y nombre de accesión: Reine-Claude de Vars. Recibido por "The National Fruit Trials" (Probatorio Nacional de Frutas) en 1966 procedente de la "Station de Recherches d'Arboriculture Fruitiere", Pont de la Maye (Francia).

## Características
'Reina Claudia de Vars' árbol de vigoroso crecimiento, de generosa producción, requiere poco mantenimiento y se reproduce por rebrote espontáneo (vástagos). Requiere suelo ligero y una posición soleada. Las mejores frutas vienen cuando hay un comienzo de verano húmedo y un clima cálido y seco en el período de maduración. Si el clima es al revés, gran parte de la cosecha se pierde por culpa de la monilinia (Podredumbre parda). Tiene un tiempo de floración que comienza a partir del 17 de abril con el 10% de floración, para el 21 de abril tiene una floración completa (80%), y para el 2 de mayo tiene un 90% de caída de pétalos.
'Reina Claudia de Vars' tiene una talla de tamaño pequeño (peso promedio 20 g.), de forma globosa, con la sutura muy poco perceptible, línea muy fina, incolora y transparente, situada en una depresión más o menos acentuada, continuando en la parte inferior dorsal; epidermis con abundante pruina blanco grisácea, no se aprecia pubescencia, siendo el color de la piel verde con una aureola de amarillo dorado, punteado abundante, poco perceptible, muy menudo, blanquecino con aureola casi imperceptible; Pedúnculo de longitud mediano o largo, grueso con la parte superior formando maza, sin pubescencia, ubicado en una cavidad del pedúnculo de anchura bastante amplia, medianamente profunda, medianamente rebajada en la sutura y más suavemente en el lado opuesto;pulpa de color amarillo ámbar, con textura medio firme, carnosa, poco jugosa, y de sabor dulce, muy aromático, refrescante.
Hueso semi libre, con ligera adherencia solo en zona ventral, de tamaño pequeño, elíptico redondeado, zona pistilar amplia y redondeada, zona ventral y surcos poco acusados, caras laterales medianamente labradas, granulosas.
Su tiempo de recogida de cosecha se inicia en su maduración en la primera quincena de julio.

## Usos
La ciruela 'Reina Claudia de Vars' se comen crudas de fruta fresca en mesa, en macedonias de frutas, pero también en postres, repostería, como acompañamiento de carnes y platos. Se transforma en mermeladas, almíbar de frutas, compotas.

## Cultivo
Se cultiva en Vars-sur-Roseix (Departamento de Corrèze), y es uno de los productos destacados de la región francesa de Nouvelle-Aquitaine.

## Enfermedades y plagas
Plagas específicas:
Pulgones, Cochinilla parda, aves Camachuelos, Orugas, Araña roja de árboles frutales, Polillas minadoras de hojas, Pulgón enrollador de hojas de ciruelo.
Enfermedades específicas:
Podredumbre parda de las ciruelas.